# Црква Рођења Пресвете Богородице у Гривцу
Црква Рођења Пресвете Богородице у Гривцу, насељеном месту на територији општине Кнић, припада Епархији жичкој Српске православне цркве.
Освећена је 1924. а иконостас добила тек 1936, као дар Милана Ђекића, београдског рентијера родом из Груже. Иконостас је осветио епископ жички г. Николај 2. јуна 1936.